# Горимбо, Темба
Те́мба Таку́ра Ло́уренс Гори́мбо (англ. Themba Takura Lawrence Gorimbo; род. 23 января 1991 года, Бикита, Масвинго, Зимбабве) — зимбабвийский профессиональный боец смешанных единоборств, выступающий под эгидой Ultimate Fighting Championship в полусредней весовой категории.

## Биография
Горимбо родился в Биките, Зимбабве. В возрасте 12 лет он потерял мать, а в 13 лет — отца. В 16 лет он бросил школу и стал заниматься контрабандой так называемых «кровавых алмазов», чтобы выжить и обеспечить младшего брата. Во время одной из вылазок на нелегальные прииски был укушен служебными немецкими овчарками после поимки охраной. 
В 17 лет Горимбо бежал в ЮАР, где позднее познакомился с миром смешанных единоборств. Позже он самостоятельно купил билет в США, чтобы продолжить карьеру бойца ММА.

## Карьера в смешанных единоборствах

### Ultimate Fighting Championship
Дебют Горимбо в организации должен был состояться 18 февраля 2023 года на турнире UFC Fight Night: Андради vs. Блэнчфилд против Билли Гоффа, однако тот снялся с боя по нераскрытым причинам и был заменён на Эй Джея Флетчера. Горимбо проиграл во втором раунде удушающим приёмом гильотина.
20 мая 2023 года на UFC Fight Night: Дерн vs. Хилл встретился с японцем Такаши Сато и победил единогласным решением судей.
3 февраля 2024 года Горимбо должен был встретиться с Кифером Кросби на UFC Fight Night: Долидзе vs. Имавов, но 5 января стало известно, что Кросби выбыл из-за травмы. Его заменил Пит Родригес, которого Горимбо одолел техническим нокаутом в первом раунде.
18 мая 2024 года на UFC Fight Night: Барбоза vs. Мёрфи одержал победу единогласным решением судей над Рамизом Брахимайем.
12 октября 2024 года на UFC Fight Night: Ройвал vs. Таира победил Нико Прайса единогласным решением судей и вышел на серию из четырех побед подряд.
7 декабря 2024 года на UFC 310 заменил Ника Диаса в бою против бразильца Висенте Луке. Проиграл удушающим приёмом анаконда за 52 секунды.

## Личная жизнь
Голливудский актер Дуэйн Джонсон подарил бойцу дом в Майами.
«После поражения [в феврале] было очень тяжело. Если вы подписали контракт с UFC, как я, то вам полагается 10 тысяч долларов за выступление и 10 тысяч за победу. Нужно заплатить 30% налога и 10% – менеджеру. У меня вычли 2 тысячи долларов на перелеты и гостиницы, так что если ты проигрываешь, то возвращаешься домой ни с чем», – объяснял Горимбо.
Перед боем с Такаши Сато на его счету было 7 долларов и 59 центов, а сам он спал на матах в спортзале MMA Masters у тренера Даниэля Вальверде. Иногда не было еды – тогда ее приносил Колби Ковингтон. «Бог дал мне хорошую победу – в дальнейшем она будет великой. Если бы не бесплатное питание от UFC, которое мне дали после подписания контракта на бой, я бы, наверное, пел совсем по-другому. Благодарен», – говорил Горимбо.
После победы Горимбо продал снаряжение на 7 тысяч долларов и потратил их на колодец в деревне Зимбабве, чтобы другие люди жили в лучших условиях, чем он. Об этой истории узнал Дуэйн Джонсон: «Когда-то у меня тоже было 7 долларов. Я был там, в этой борьбе. Прикрою тебя, брат. Я помогу».
Именно 7 долларов заложено в название студии Джонсона Seven Bucks, которую он основал в 2012 году. «Я и он, мы – парни из Seven Bucks. Думаю, теперь вы знаете, что семь – мое счастливое число», – отметил Горимбо, который рассказал о скорой встрече с кумиром.
Она случилась во время интервью, которое Горимбо давал в спортзале в Майами. Джонсон подошел к нему со спины и вызвал взрыв эмоций – Горимбо обрадовался, бросился с объятиями и расплакался. Главным итогом знакомства стал подаренный дом.
«Мы никогда не встречались, но я прилетел в Майами, чтобы посмотреть этому человеку в глаза, обнять его и пожать руку. Я был тронут и мотивирован этой историей. Вместо того чтобы потратить деньги на поиск жилья, он построил колодец, чтобы в его деревне в Зимбабве была чистая вода. Он никогда ни о чем меня не просил, но я просто хотел помочь парню».
- К 13 годам Горимбо потерял родителей, а в 16 лет незаконно добывал алмазы в полях, чтобы заработать и спастись от голода.
- Чуть не умер, когда его укусила собака на алмазных полях: «Я видел сумасшедшие вещи в очень молодом возрасте, люди умирали у меня на глазах. Когда я работал на алмазных полях, полиция стреляла в людей боевыми патронами. Даже люди в сообществе, которые занимались контрабандой алмазов, убивали друг друга».
- Сбегал из Зимбабве в ЮАР. Первая попытка оказалась неудачной – без паспорта и через реку. Его поймали и депортировали в Зимбабве в тот же день. Во время второй попытки его чуть не убили:

«Раньше людей убивали у меня на глазах, когда они убегали от полиции. Но это был первый раз, когда кто-то действительно наставил на меня нож. Когда вы нелегально пересекаете границу ЮАР, то убегаете не только от полиции, но и от преступников – они грабят людей, пересекающих границу, потому что знают, что у них есть деньги.
Преступники увидели нас и заманили в ловушку. Я помню, как увидел этот большой нож и потерял сознание. Как в кино. Я упал на землю, а остальные парни убежали. Люди, которые нас грабили, побежали за ними и бросили меня там». Когда Горимбо очнулся, то хотел пойти в полицию, чтобы не быть убитым. Его отговорил друг, с которым он пересекал границу. В итоге Горимбо все-таки попал в ЮАР.
- Полюбил MMA благодаря фильму «Никогда не сдавайся», занялся единоборствами в 19 лет и победил нокаутом в первом бою спустя три месяца тренировок. «Мои двоюродные братья придирались ко мне, поскольку я был самым маленьким, поэтому мне казалось, что нужно что-то сделать»[14].

## Статистика в профессиональном ММА
По данным Sherdog:
| Боёв 19  | Побед 14 | Поражений 5 |
| -------- | -------- | ----------- |
| Нокаутом | 2        | 1           |
| Сдачей   | 6        | 3           |
| Решением | 6        | 1           |

| Результат | Рекорд | Соперник             | Способ                        | Турнир                                  | Дата             | Раунд | Время | Место                       | Примечание                                       |
| --------- | ------ | -------------------- | ----------------------------- | --------------------------------------- | ---------------- | ----- | ----- | --------------------------- | ------------------------------------------------ |
| Поражение | 14-5   | Висенте Луке         | Сдача (д'Арс)                 | UFC 310                                 | 7 декабря 2024   | 1     | 0:52  | Лас-Вегас, США              |                                                  |
| Победа    | 14–4   | Нико Прайс           | Единогласное решение          | UFC Fight Night: Ройвал vs. Таира       | 12 октября 2024  | 3     | 5:00  | Лас-Вегас, Невада, США      |                                                  |
| Победа    | 13–4   | Рамиз Брахимай       | Единогласное решение          | UFC Fight Night: Барбоза vs. Мёрфи      | 18 мая 2024      | 3     | 5:00  | Лас-Вегас, Невада, США      |                                                  |
| Победа    | 12–4   | Пете Родригес        | TKO (удары)                   | UFC Fight Night: Долидзе vs. Имавов     | 3 февраля 2024   | 1     | 0:32  | Лас-Вегас, Невада, США      |                                                  |
| Победа    | 11-4   | Такаши Сато          | Единогласное решение          | UFC Fight Night: Дерн vs. Хилл          | 20 мая 2023      | 3     | 5:00  | Лас-Вегас, Невада, США      |                                                  |
| Поражение | 10-4   | Эй Джей Флетчер      | Удушающий приём (гильотина)   | UFC Fight Night: Андради vs. Блэнчфилд  | 18 февраля 2023  | 2     | 1:37  | Лас-Вегас, Невада, США      | Дебют в UFC                                      |
| Победа    | 10-3   | Жулио Родригес       | Единогласное решение          | Fury Fighting Championship 65           | 26 июня 2022     | 3     | 5:00  | Новый Орлеан, Луизиана, США |                                                  |
| Поражение | 9-3    | Хандессон Феррейра   | Единогласное решение          | UAE Warriors 24                         | 29 октября 2021  | 3     | 5:00  | Абу-Даби, ОАЭ               |                                                  |
| Победа    | 9-2    | Лайл Карам           | Удушающий приём (треугольник) | EFC Worldwide 84                        | 14 марта 2020    | 2     | 2:06  | Претория, ЮАР               | Защитил (1) пояс чемпиона EFC в полусреднем весе |
| Победа    | 8-2    | Люк Майкл            | Технический нокаут (удары)    | EFC Worldwide 82                        | 28 сентября 2019 | 1     | 2:48  | Бракпан, ЮАР                | Завоевал пояс чемпиона EFC в полусреднем весе    |
| Победа    | 7-2    | Маурисио да Роша мл. | Единогласное решение          | EFC Worldwide 79                        | 4 мая 2019       | 3     | 5:00  | Йоханнесбург, ЮАР           |                                                  |
| Поражение | 6-2    | Дэйв Мазани          | Нокаут (удары)                | EFC Worldwide 63                        | 9 сентября 2017  | 2     | 0:39  | Кейптаун, ЮАР               | Бой в промежуточном весе 70,31 кг                |
| Победа    | 6-1    | Джо Камминс          | Единогласное решение          | Extreme Fighting Championship 49        | 13 мая 2016      | 3     | 5:00  | Йоханнесбург, ЮАР           | Возвращение в полусредний вес                    |
| Поражение | 5-1    | Леон Минхардт        | Удушающий приём (гильотина)   | Extreme Fighting Championship 44        | 3 октября 2015   | 2     | 1:03  | Йоханнесбург, ЮАР           | Бой за звание чемпиона EFC в лёгком весе         |
| Победа    | 5-0    | Алекс Чебуб          | Удушающий приём (гильотина)   | Extreme Fighting Championship 37        | 21 февраля 2015  | 1     | 1:50  | Бракпан, ЮАР                | Дебют в лёгком весе                              |
| Победа    | 4-0    | Чез Вассерман        | Удушающий приём (Д'Арс)       | Extreme Fighting Championship Africa 27 | 27 февраля 2014  | 2     | 4:31  | Йоханнесбург, ЮАР           |                                                  |
| Победа    | 3-0    | Чимми ван Винкел     | Болевой приём (рычаг локтя)   | Extreme Fighting Championship Africa 26 | 12 декабря 2013  | 1     | 1:59  | Бракпан, ЮАР                |                                                  |
| Победа    | 2-0    | Хуан Луббе           | Болевой приём (рычаг локтя)   | Extreme Fighting Championship Africa 22 | 15 августа 2013  | 1     | 3:48  | Бракпан, ЮАР                |                                                  |
| Победа    | 1-0    | Сидни Мокголо        | Удушающий приём (треугольник) | Imagine Fighting Championship 3         | 15 июня 2013     | 2     | 1:50  | Порт-Элизабет, ЮАР          | Дебют в профессиональном ММА                     |